# Pisany
Pisany é uma comuna francesa na região administrativa da Nova Aquitânia, no departamento de Charente-Maritime. Estende-se por uma área de 6,59 km². Em 2010 a comuna tinha 751 habitantes (densidade: 114 hab./km²).